# Салим Сюрюн-оол
Салим Сюрюн-оол (15 квітня 1924 — 10 квітня 1995) — тувинський поет, прозаїк, перекладач. Заслужений письменник Тувинської АРСР, Народний письменник Туви.
Народився в містечку Ак (нині Барун-Хемчицький кожуун Туви) Тувинської Народної Республіки. Освіту здобув в радпартшколі (1946) і в Кизильському педагогічному інституті (1954). Працював учителем, інструктором райкому Комуністичної партії, очолював Тувинське книжкове видавництво, був відповідальним секретарем правління Спілки письменників Тувинської АРСР (1968—1984), редактором радіокомітету, журналістом, займав посаду наукового співробітника тувинського НДІ мови і літератури (1984—1990).
Літературну діяльність почав в 1946 році. Його перу належать збірки поезій «Перша книга», «Мій аал», «Сині гори». Його проза представлена романами «Стороння жінка» і «Ворон, що говорить тувинською» (Тивалаар кускун), повістями «Це — кохання», «Глухомань», «Доручення лейтенанта», «Клятва матері», «Чий син?», «Біографія людини», «Зелений острів». Сюрюн-оол — автор п'єс «В саду», «Про це пізніше», «Непроханий гість», «Доктор, ви запізнилися». Його твори перекладалися мовами народів СРСР і зарубіжних країн. С. Сюрюн-оол — укладач хрестоматії для 7 класу «Рідна література», керівник літературного об'єднання «Дамирак», з якого вийшли поети, письменники А. Ховалиг, В. Сааримбуу, М. Хайдип, Л. Іргіт, Н. Куулар, А . Уержаа, В. Хомушку, А. Хортик. Також Сюрюн-оол займався перекладами тувинською мовою творів російської (поеми О. Пушкіна «Цигани», «Мідний вершник», «Кавказький полонений», М. Лермонтова «Пісня про купця Калашникова», П.Єршова «Коник-Горбоконик», Лу Синя "Справжня історія А-Кью), китайської і алтайської літератури. Був членом Спілки письменників СРСР з 1962 року.